# Konsulat RP w Essen
Konsulat RP w Essen (niem. Polnisches Konsulat in Essen) – polska placówka konsularna działająca w okresie międzywojennym (1920–1936), następnie przeniesiona do Düsseldorfu.

## Kierownicy konsulatu
- 1920—1925 – Leon Barciszewski, kons.
- 1925—1926 – dr Adam Lisiewicz, kons.
- 1926—1928 – dr Jan Łodzia-Brodzki, kons.
- 1929—1930 – dr Filip Zawada, kons.
- 1930—1932 – Bartłomiej Rusiecki, kons.
- 1932—1933 – Aleksy Wdziękoński, kons.
- 1934—1936 – dr Zygmunt Zawadowski, kons.
- 1936 – Witold Adam Korsak, kons. gen.

## Siedziba
Konsulat mieścił się przy Huyssen Allee 80 (1920–1921), Bahnhofstraße/od 1927 Hindenburgstraße 90–92 (1923–1931), następnie przy Alfredstraße 85 (1931–1936).